# Чекініола пластисцелідина
Чекініо́ла пластисцеліди́на (Cecchiniola platyscelidina) — вид комах з родини Листоїдів. Єдиний вид роду.

## Морфологічні ознаки
7,7–9 мм. Верх в густій, дрібній пунктировці, чорний з ледве помітним синім або фіолетовим відтінком. Низ тіла чорно-синій або чорно-фіолетовий. Боковий кант передньоспинки слабко помітний тільки на основі.

## Поширення
Ендемік Кримського півострова. Виявлений в передгір'ї (друга гряда) Кримських гір.

## Особливості біології
Зареєстрований на відкритих ділянках з трав'янистою рослинністю і в освітлених сонцем мішаних лісах (переважно дібровах). Фітофаг.

## Загрози та охорона
Можливо, вимираючий вид.